# Mohammed VI. (Marokko)

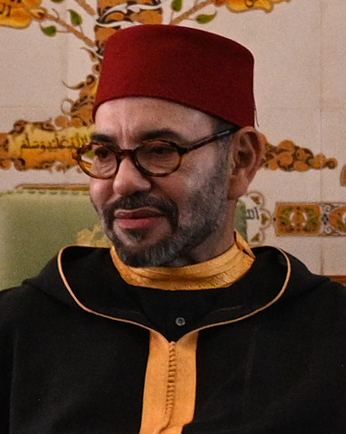
Mohammed VI. (2022)

Mohammed VI. (arabisch محمد السادس بن الحسن, DMG Muḥammad as-sādis b. al-Ḥasan; marokkanisches Tamazight ⵎⵓⵃⵎⵎⴷ ⵡⵉⵙⵙ ⵚⴹⵉⵚ Muḥammed wiss ṣḍiṣ), auch bekannt als Mohammed Ben Al-Hassan (* 21. August 1963 in Rabat, Marokko), ist nach dem Tod seines Vaters Hassan II. seit 1999 König von Marokko.

## Leben

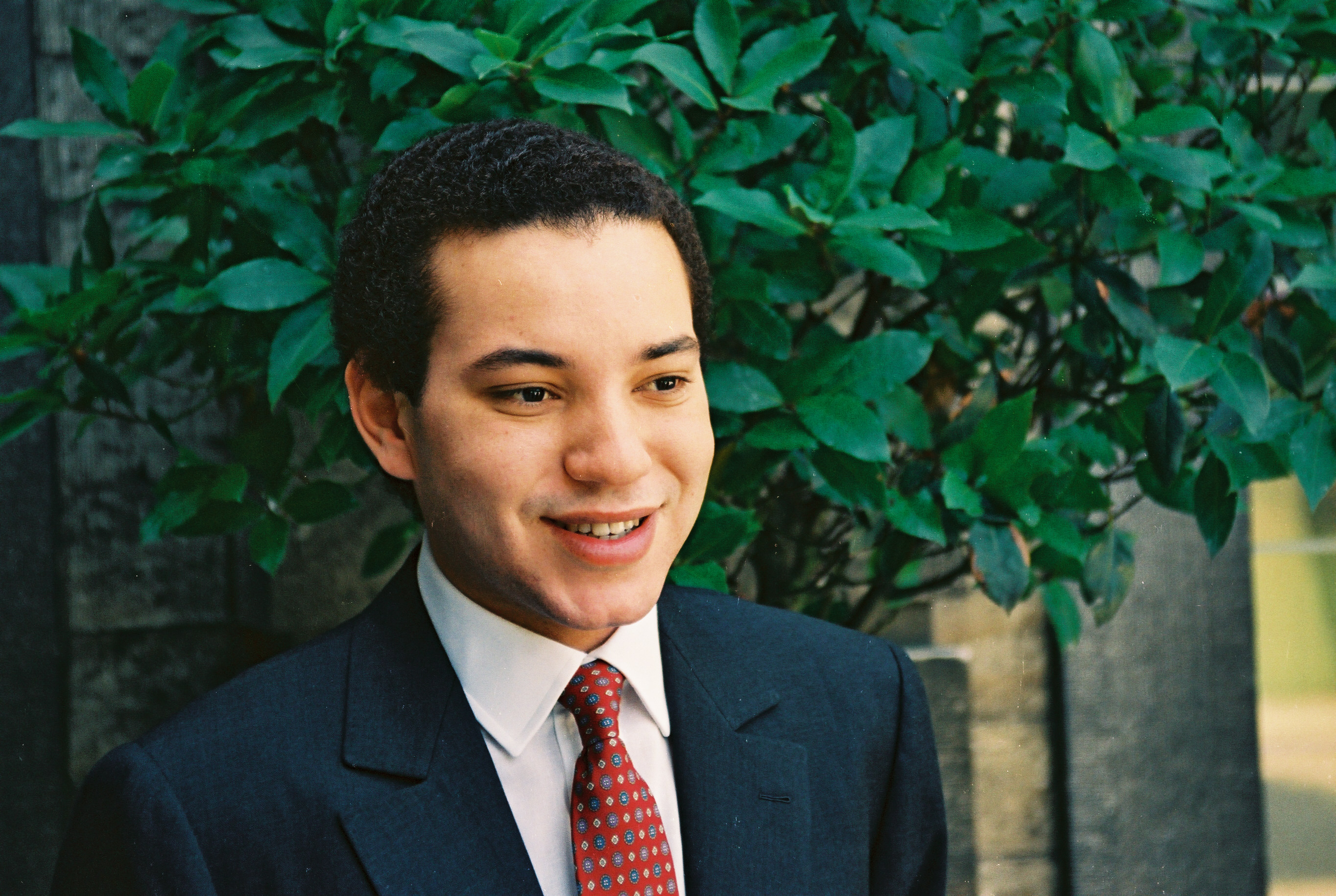
Kronprinz Mohammed, 1989

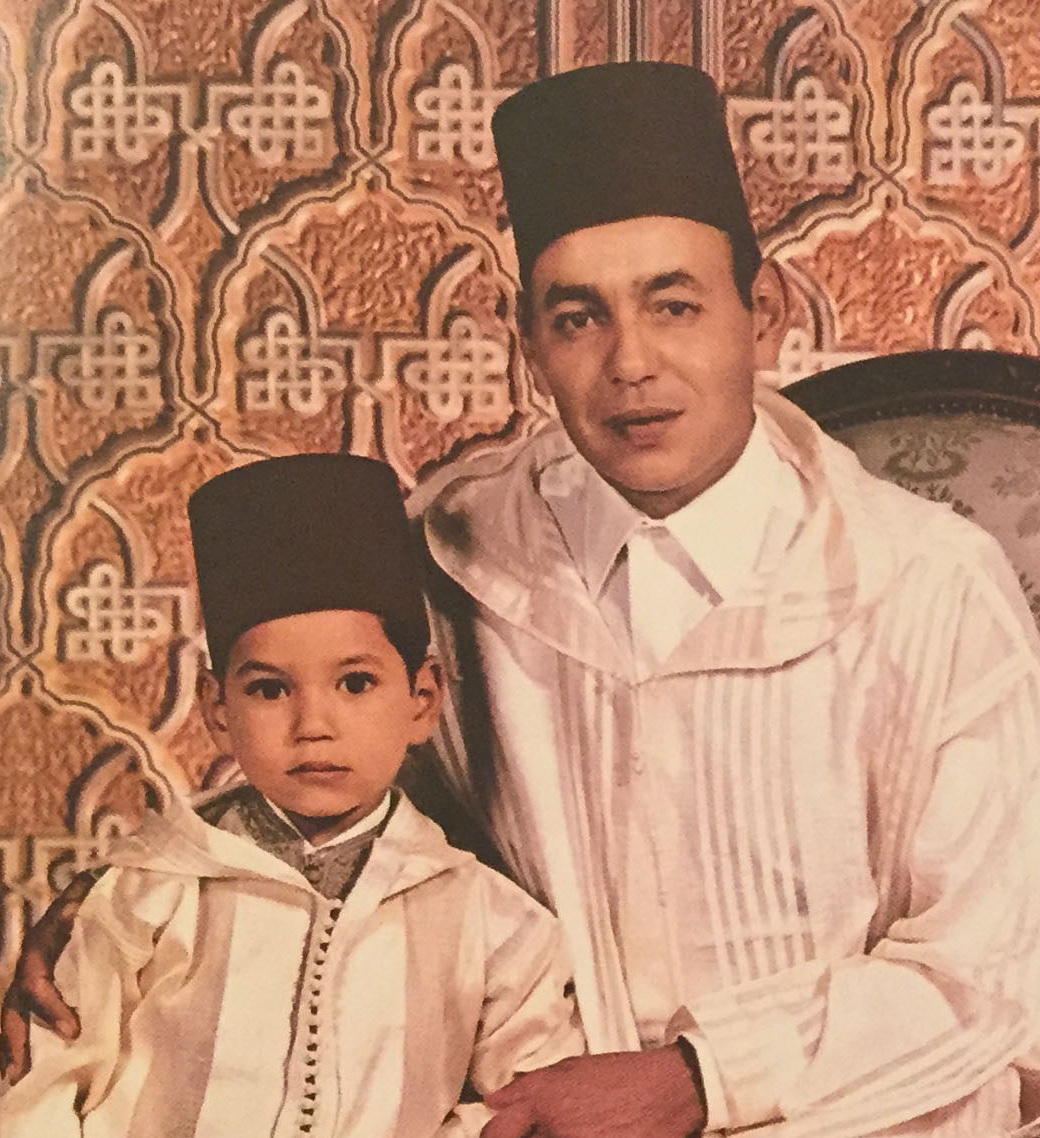
Mohammed mit seinem Vater König Hassan II.

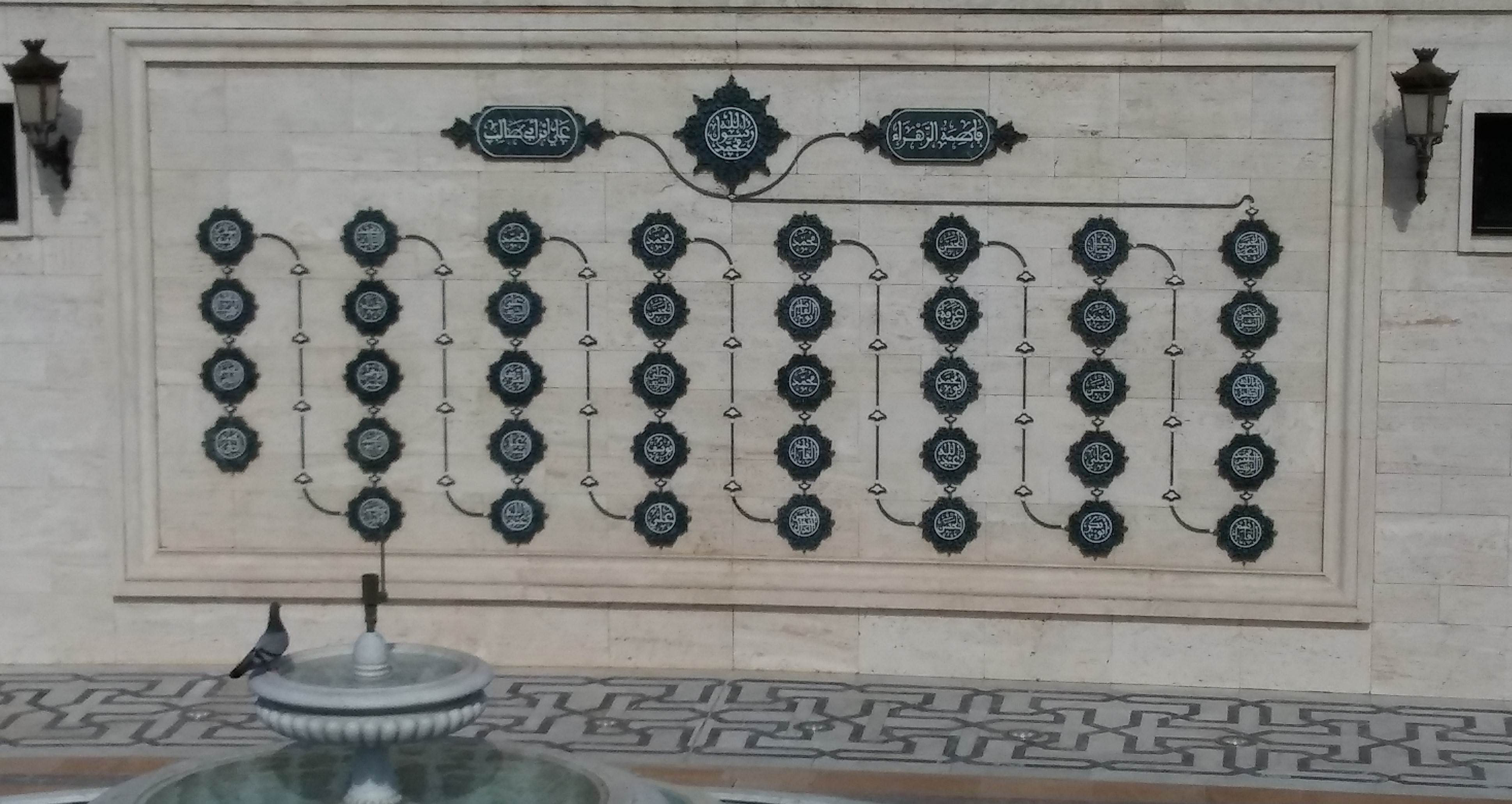
Stammbaum der Alawiden, beginnend beim Propheten Mohammed bis Mohammed VI.

Mohammed VI. ist der älteste Sohn Hassans II., des 18. Monarchen aus der Dynastie der Alawiden, und dessen Hauptfrau Lalla Latifa (arabisch للا لطيفة حمو; 1946–2024), der Mère des enfants royaux ‚Mutter der königlichen Kinder‘, einer Berberin vom Stamm der Zaianes (Sprache der Berber ⴰⵥⴰⵢⵢⵉ, pl. ⵉⵥⴰⵢⵢⴰⵏ iẓayyan) aus Khénifra. Sie entstammte einer einflussreichen Familie und war die Tochter des Provinzgouverneurs Hassan ould Mouha ou Hammou Zayani, Pasha von Khenifra und Adel de les Zayanes.

### Ausbildung
Im Alter von vier Jahren besuchte er erstmals eine Koranschule. Mohammed VI. schloss 1985 ein Jurastudium an der Mohammed-V.-Universität in Rabat mit dem Bachelor of Arts ab. Seine Promotion erfolgte am 29. Oktober 1993 an der französischen Universität Nizza Sophia-Antipolis mit der Arbeit La coopération entre la Communauté Économique Européenne et l’Union du Maghreb Arabe ‚Die Kooperation zwischen der Europäischen Gemeinschaft und der Union des Arabischen Maghreb‘. Die Arbeit erhielt das Prädikat très honorable, was hierzulande einer magna cum laude-Note entspricht. Er spricht Arabisch, Englisch, Spanisch und Französisch. Ob er die Sprache seiner Mutter, Tamazight, spricht, ist nicht bekannt.

### Geschwister
Mohammed VI. hat vier Geschwister und je vier Nichten und vier Neffen:
- Prinzessin Lalla Meryem von Marokko (arabisch الأميرة للا مريم, * 26. August 1962 in Rom, Italien) ⚭ Fouad Filali,[9] CEO von 1986 – 20. April 1999 – Scheidung 1998[10] – der ONA Group (Omnium Nord-Africain, arabisch مجموعة أونا), einer Holding im Besitz der marokkanischen Herrscherfamilie. Sohn von Abdellatif Filali, ehemaliger marokkanischer Informationsminister.[11]
  - Sharifa Lalla Soukaïna Filali ♀[12](* 30. April 1986 in Rabat) ⚭ mit dem Geschäftsmann[13] Mohammed El Mehdi Regragui[14][15].
    - Die Zwillinge Al Hassan und Aya[16] (* 27. September 2015)[17]

  - Sharif Moulay Idris Filali ♂[18], Geschäftsmann, Eigentümer von Ismo Invest[19][20] (* 21. März 1988 in Rabat).
- Prinzessin Lalla Asma von Marokko (arabisch الأميرة لالة أسماء, * 29. September 1965 in Rabat) ⚭ Khalid Bouchentouf, Directeur Général de S.E.V.A.M. (Société d’exploitation de verreries au Maroc).[21] Sohn von Belyout Bouchentouf,[22] Bürgermeister von 1976–1994 der Stadt Casablanca, 1985–1997 Direktor der im königlichen Besitz befindlichen ONA Group
  - Moulay Yazid Bouchentouf[23] ♂(* 25. Juli 1988).
  - Lalla Nuhaila Bouchentouf ♀ (* 29. Mai 1992) ⚭ mit dem Geschäftsmann[24][25][26] Ali EL Hajji.
    - Maysa El Hajji ♀[27][28] (* 2. Dezember 2021)
    - Marjana El Hajj ♀[29] (* 9. August 2023)
- Prinzessin Lalla Hasna von Marokko (arabisch الأميرة لالة حسناء, * 19. November 1967 in Rabat) ⚭ mit dem Arzt Khalid Benharbit. Von 1994 bis 2004 CEO/Directeur général der zum Portfolio des Königs gehörenden Molkerei Chergui.[30] Benharbits Vater war directeur du cabinet von Innenminister Driss el-Basri
  - Lalla Oumaima Benharbit ♀ (* 15. Dezember 1995)
  - Lalla Oulaya Benharbit ♀ (* 20. Oktober 1997)
- Prinz Moulay Rachid (arabisch رشيد بن الحسن العلوي, * 20. Juni 1970 in Rabat) ⚭ Oum Keltoum Boufarès, die Tochter des ehemaligen Innenministers Moulay El Mamoun Boufarès und mütterlicherseits Enkelin von Lalla Khadija, einer Cousine von Mohammed V.[31][32][33] Er vertrat seinen Bruder wiederholt bei ausländischen Zeremonien wie bei der Inthronisation von Kaiser Naruhito von Japan[34] oder dem Staatsbegräbnis von Queen Elizabeth II.[35]
  - Moulay Ahmed ♂(* 23. Juni 2016)[36]
  - Moulay Abdeslam ♂(* 1. Juni 2022)[37]

#### Nepotismus undیرات عمل/ Wohlfahrt (Charity)
Alle Schwager, als sie mit einer Schwester des Königs verheiratet waren, und deren Väter sind oder waren im System der staatstragenden Institutionen involviert oder als Geschäftsführer beziehungsweise als hohe Mitarbeiter der königlichen Beteiligungen tätig.
Schwestern, Schwägerin, Nichten und die ehemalige Gattin sind als Charityladies tätig.
Prinzessin Lalla Hasnas Name und der ihrer Briefkastenfirma Oumailah auf den British Virgin Islands tauchen wegen eines Londoner Immobiliengeschäfts in den Panama Papers auf.

#### Bedeutung vonMoulayundLalla
Moulay (auf Arabisch مولايّ mawlāyy) ist ein Titel der höchsten Noblesse aus der königlichen Dynastie, der Name Allahs für die Muslime. Dieser Titel wurde von den Nachkommen der Sultane und Könige Marokkos übernommen, die angebliche Nachkommen des Propheten Mohammed sind.
Lalla ist ein Titel, Auszeichnungszeichen und ein Hagionym, das im Maghreb an bedeutende Frauen oder Mütter von kinderreichen Familien verliehen wird. Der Name kann gelegentlich auch als Zeichen von Respekt verwendet werden. Je nach Kontext kann man den Titel „Lalla“ mit denen von „Moulay“ oder Sidi vergleichen, männliche Ehrentitel.
Der Begriff Lalla kann auch im Darija (Maghrebi-Arabischer-Dialekt) als Synonym für „Madame“ oder „Dame“ verwendet werden.
Der Begriff „Lalla“ kommt vom Wort الآل llal, was die Familie von Mohammed, dem Propheten des Islam, bedeutet. Es bezeichnet „eine angesehene, heilige Frau“.

### Ehe und Kinder

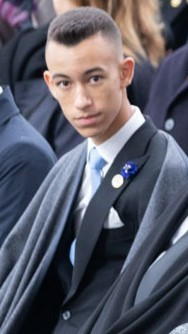
Kronprinz Moulay Hassan (2018)

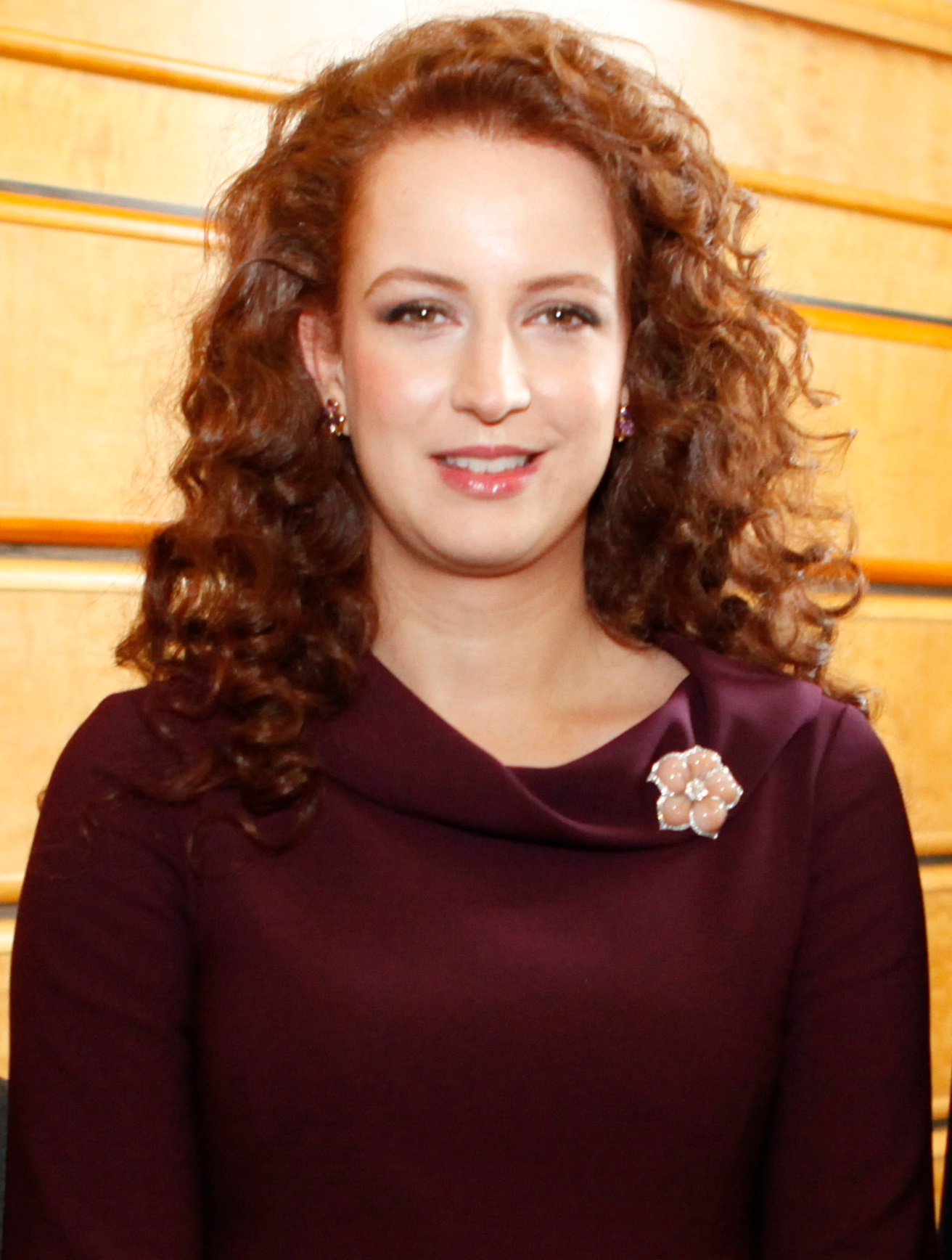
Prinzessin Lalla Salma (2012)

Am 21. März 2002 heiratete er die aus Fès stammende Lehrertochter und Informatik-Ingenieurin Salma Bennani / سلمى بناني / Salmā Binnānī, die er anlässlich der Hochzeit zur Prinzessin Lalla Salma adelte. Zum ersten Mal in der Geschichte des Landes wurde die Frau eines marokkanischen Monarchen in diesen Stand erhoben. Laut königlichen Dekret, Dahir, ظهير , vom 12. Juli 2002. Im Gegensatz zu ihrer Schwiegermutter, ihrer angeheirateten Schwägerin und ihren Schwagern entstammt Salma Bennani nicht aus einer führenden Familien Marokkos.
Die New York Times berichtete über "conflicting reports about whether the new monarch had been married on Friday night, within hours of his father's death [in 1999]... to heed a Moroccan tradition that a King be married before he ascends the throne."
- Moulay Hassan (arabisch مولاي الحسن) ⵎⵓⵍⴰⵢ ⵍⵃⴰⵙⴰⵏ, der Kronprinz, wurde am 8. Mai 2003 geboren[57]
- Lalla Khadija (arabisch للا خديجة Lalla Chadidscha, DMG Lallā Ḫadīǧa) kam am 28. Februar 2007 zur Welt. Zur Feier ihrer Geburt wurden Tausende von Sträflingen durch eine königliche Amnestie freigelassen.[58]

#### Scheidung
Im Jahr 2018 berichteten diverse europäische Medien, dass sich die Prinzessin seit Ende 2017 aus der Öffentlichkeit zurückgezogen habe und dass es Spekulationen über eine Trennung oder eine bereits vollzogene Scheidung des Königspaares gebe. 2019 veröffentlichte der französische Anwalt des Königs, Éric Dupond-Moretti, ein Kommuniqué über die rechtsgültige Scheidung. Der König selbst äußerte sich erst im Februar 2024 zur Scheidung. In den vergangenen Jahren hatten die drei Schwestern Mohammeds und seine Tochter Lalla Khadija die protokollarischen Pflichten wahrgenommen.

### Persönlichkeit und öffentliche Wahrnehmung

Mohammed VI. ist seit 2002 auf jeder Marokkanischer Dirham Banknote abgebildet.

In der Rangliste der Pressefreiheit 2021, die von Reporter ohne Grenzen herausgegeben wird, belegte Marokko Platz 135 von 180 Ländern. 2022 verschlechterte sich Marokko auf Platz 144 von 180 Staaten. Kritik am König ist als Majestätsbeleidigung verboten und wird als „Angriff auf die heiligen Werte der Nation“ mit Gefängnis bestraft. Es ist somit schwer einzuschätzen, wie stark der Rückhalt des Königs beim Volk, dem Militär und der Legislative, Exekutive und Judikative wirklich ist. Bei der Vergabe von Führungspositionen im Staat hat der König das letzte Wort.

#### Lebensstil
Die Kosten für die königliche Hofhaltung belaufen sich auf jährlich rund 230 Millionen US-Dollar, für die der marokkanische Steuerzahler aufzukommen hat. Dieses Geld wird vor allem für Personal, ca. 1000 Bedienstete, Kleidung, deren Extravaganz Thema in der internationalen Qualitätspresse (FAZ, Le Monde etc.) waren, und Autos, etwa 600 Sportwagen und Oldtimern, ausgegeben. Mohammed VI. ist Eigner der El Boughaz I, einer 70 Meter langen Yacht. Abgewickelt wurde der Kauf mit Hilfe einer Briefkastenfirma auf den Britischen Jungferninseln vom Mounir Majidi, seinem persönlichen Sekretär.
Im Juli 2019 kam eine etwa 90 Mio. € teure und 70 Meter lange von Perini Navi überholte Segelyacht, die Badis 1, hinzu. Auch dass sich der König eine 1.200.000 Euro teure Patek-Philippe-Armbanduhr leistete, stieß vielen Marokkanern bitter auf. Die New York Times berichtete über Mohammeds Zeit vor seiner Thronbesteigung wie folgt: “The Crown Prince gained a reputation as a playboy during the years he spent waiting in the wings, showing a fondness for fast cars and nightclubs.” (deutsch: „Der Kronprinz erwarb sich in den Jahren, in denen er in den Startlöchern wartete, einen Ruf als Playboy und zeigte eine Vorliebe für schnelle Autos und Nachtclubs.“)

#### Gesundheit
Über die Gesundheit (Augenoperation, einer Pterygium conjunctivae, im Pariser Hôpital des Quinze-Vingts, Sarkoidose sowie einem Eingriff wegen einer akuten Herzrhythmusstörung) und die gescheiterte Ehe des Königs darf in Marokko nur sehr eingeschränkt berichtet werden, sodass Informationen meist aus spanischen oder französischen Medien stammen. Wegen der angeschlagenen Gesundheit Mohammeds VI. wird die Ausbildung seines Sohnes zum zukünftigen König forciert.

## Politisches Handeln
Mohammed VI. bestieg am 23. Juli 1999 als Amīr al-muʾminīn / أمير المؤمنين / ‚Oberhaupt der Gläubigen‘ den Thron, wenige Stunden nach dem Tod seines Vaters. Kurz nach seiner Inthronisation äußerte er in einer Fernsehansprache, gegen die Missstände in seinem Land wie etwa Armut und Korruption vorgehen zu wollen. Außerdem wolle er die Wirtschaft sowie die Menschenrechte in Marokko stärken.

### Politische Indizes
| Name des Index                     | Indexwert    | Weltweiter Rang | Interpretationshilfe | Jahr |
| ---------------------------------- | ------------ | --------------- | --- | ---- |
| Fragile States Index               | 68,2 von 120 | 84 von 179      | Stabilität des Landes: erhöhte Warnung 0 = sehr nachhaltig / 120 = sehr alarmierend Rang: 1 = fragilstes Land / 179 = stabilstes Land | 2024 |
| Demokratieindex                    | 5,04 von 10  | 95 von 167      | Hybridregime 0 = autoritäres Regime / 10 = vollständige Demokratie                                                                    | 2021 |
| Freedom in the World Index         | 37 von 100   | —               | Freiheitsstatus: teilweise frei 0 = unfrei / 100 = frei                                                                               | 2022 |
| Rangliste der Pressefreiheit       | 45,4 von 100 | 135 von 180     | Schwierige Lage für die Pressefreiheit 100 = gute Lage / 0 = sehr ernste Lage                                                         | 2022 |
| Korruptionswahrnehmungsindex (CPI) | 39 von 100   | 87 von 180      | 0 = sehr korrupt / 100 = sehr sauber                                                                                                  | 2021 |

### Reaktion auf denArabischen Frühling
Im März 2011 kündigte Mohammed VI. als Reaktion auf die Ereignisse des Arabischen Frühlings Verfassungsreformen an. Marokko soll von einer konstitutionellen zu einer parlamentarischen Monarchie umgestaltet werden. De facto herrscht der König bisher eher absolut.
Am 20. März 2011 kam es in mehreren Städten zu Demonstrationen. Diese waren von islamistischen und linksradikalen Gruppen organisiert worden. In der marokkanischen Hauptstadt Rabat gingen zwischen 1500 und 4000 Menschen auf die Straße.
Am 25. April 2011 demonstrierten Tausende in Rabat, Casablanca und anderen Städten für politische Reformen. Neben der Forderung nach Demokratisierung wandten sich die Demonstranten auch gegen Korruption und Folter sowie die wirtschaftliche Perspektivlosigkeit vor allem junger Menschen. Auch in ländlichen Regionen kam es zu Kundgebungen. In der Kleinstadt Tiznit im Süden des Landes demonstrierten Anhänger der Bewegung 20 février gegen Korruption im Gesundheitswesen. Nach diesen Demonstrationen in Marokko gab der Monarch Mitte Juni 2011 erneut Pläne bekannt, sich von einem Teil seiner Machtbefugnisse lösen zu wollen und eine Verfassungsreform anzustreben. Er wolle seinen Status als geistliches Oberhaupt des Landes aufgeben, allerdings weiterhin als „unantastbar“ gelten und Führer der marokkanischen Muslime bleiben. Auch müsse der König einen Premierminister aus der Partei ernennen, die bei den Wahlen die meisten Parlamentssitze erhalten hat. Der Verfassungsänderung, die auch eine Teilung von Judikative und Exekutive vorsieht, stimmten am 1. Juli 2011 98 Prozent der Wähler zu. Für den 25. November 2011 wurde eine vorgezogene Parlamentswahl angekündigt und durchgeführt.

### Innenpolitik
Der König ernennt nicht nur den Ministerpräsidenten, der in der Regel von der stärksten politischen Partei des Parlamentes vorgeschlagen wird, sondern auch einzelne Minister und muss dem gesamten Kabinett zustimmen. Außerdem hat er das Recht, das Parlament jederzeit aufzulösen und den Ausnahmezustand zu verhängen. Im Vergleich zu europäischen Monarchen hat der marokkanische König weitergehende Kompetenzen unter einer eingeschränkten Gewaltenteilung.
Als Verfechter einer moderaten Modernisierung steht er im Kontrast zu den islamisch-konservativen Kräften in Marokko. Insbesondere den islamischen Fundamentalisten des Landes gilt z. B. die Einführung eines liberaleren Familienrechts, das den Frauen mehr Rechte zusichert (Mudawana, seit Februar 2004 in Kraft), als Ärgernis. Laut dem Genfer Weltwirtschaftsforum rangiert Marokko bei den Frauenrechten auf Platz 133 von 142.
Im Korruptionswahrnehmungsindex (CPI) der Transparency International belegte das Land gemeinsam mit Liberia, Indonesien, Nordmazedonien und Kolumbien Platz 90 von 176 Ländern (Stand 2016). 2019 hat sich Marokko auf Rang 80 verbessert. 2022 verschlechterte sich Marokko laut Transparency International auf Platz 94 von 180 Staaten.
Zum 25. Thronjubiläum will der König fast 2500 Gefangene freilassen. Unter den Begnadigten befinden sich die Journalisten Taoufik Bouachrine (arabisch توفيق بوعشرين), Omar Radi (arabisch عمر الراضي) und Soulaiman Raissouni. Am 31. Juli 2024 wird öffentlich, dass er 2400 Inhaftierte und Verfolgte begnadigt hat, darunter Journalisten und Menschenrechtsaktivisten.

#### Reformen von Mohammed VI.
Folgende Reformen stieß König Mohammed VI an:
- Die Sprache der Berber, Marokkanisches Tamazight,[127] ist gleichberechtigt mit Arabisch.[128]
- Hassania (arabisch حسانية, DMG Ḥassānīya) ist eine schützenswerte Sprache und gehört zur marokkanischen Kultur.[128]
- Der König ist nicht mehr „heilig“, die „Integrität seiner Person“ gilt weiterhin als „unantastbar“.[129]
- Frauen sind „zivil und sozial“ mit Männern gleichgestellt.[130]
- Auch das Parlament kann Amnestierungen gewähren, diese waren früher nur dem König vorbehalten.[131]

Allerdings ließ sein Elan für weitere Reformen im Laufe der Zeit merklich nach.

#### Daniel-Galván-Skandal
Der Daniel-Galván-Skandal (auch als Danielgate bezeichnet, arabisch فضيحة دانيال مغتصب الأطفال) war ein politischer Skandal, ausgelöst durch die Begnadigung des zu 30 Jahren Haft verurteilten spanischen Serienvergewaltigers Daniel Galván durch Mohammed VI. Die Amnestie löste eine beispiellose Empörung der Bevölkerung in Marokko aus. In einer Pressemitteilung bestritt der König, sich der Schwere der von Daniel Galván begangenen Verbrechen bewusst gewesen zu sein, widerrief seine Begnadigung aber erst, nachdem der spanische Staatsbürger einige Tage zuvor mit einem abgelaufenen Reisepass – mit dem Wissen der marokkanischen Behörden – das Land bereits verlassen hatte. Später wurde bekannt, dass Mohammed VI. schon einmal einen verurteilten Pädophilen, den französischen Staatsbürger Hervé Le Gloannec, der 2006 wegen Vergewaltigung und Kinderpornografie verurteilt worden war, begnadigt hatte. Durch die gelenkten Medien war Mohammed VI. anscheinend nicht bewusst, wie die Stimmungen und Realitäten in seinem Land gerade im Bezug auf Amnestien waren. Als Folge wurde das Prozedere des Dahir bzw. royalen Pardons umgebaut.

#### Erdbeben 2023
Nach dem Erdbeben am 8. September 2023 kehrte der König 18 Stunden nach dem Ereignis aus Paris nach Rabat zurück. Bis zum 10. September 2023 reiste kein führendes Regierungsmitglied ins Katastrophengebiet, da man laut dem vormaligen Marokko-Korrespondenden Ignacio Cembrero, der über Spanien hinaus zu den wichtigsten Marokko-Kennern zählt, dem König den Vortritt lassen wolle. Vier Tage nach dem Erdbeben besuchte der Monarch ein Krankenhaus und spendete Blut. „Der ganze Staat ist auf den Monarchen ausgerichtet: Er gibt die Richtung vor, erst wenn er gesprochen hat oder aufgetreten ist, wagt sich seine Regierung aus der Deckung.“ kommentierte Hans-Christian Rößler in der Frankfurter Allgemeinen Zeitung die staatlichen Reaktionen nach dem Erdbeben.

### Außenpolitik

#### Anerkennung des Existenzrechts Israels
2020 erkannte Marokko als viertes muslimisches Land das Existenzrecht Israels an und erhielt im Gegenzug die Anerkennung der marokkanischen Position durch den damaligen US-Präsidenten Donald Trump im Westsaharakonflikt. Hier gibt es eine gegensätzliche Haltung der Europäischen Union und Deutschlands. 2021 kam es in diesem Zusammenhang auch zu diplomatischen Konflikten mit deutschen Institutionen. Jedoch wurden im Jahr 2022 die Streitigkeiten mit Deutschland und Spanien beigelegt. Neben völkerrechtlichen Bedenken spielten möglicherweise auch unterschiedliche Interessen für die Zukunft Libyens eine Rolle. Ähnliche Verhaltensmuster gab es beim sogenannten Petersilienkrieg, wenn es innenpolitisch eng wird, wird außenpolitisch abgelenkt.

#### Westsahara

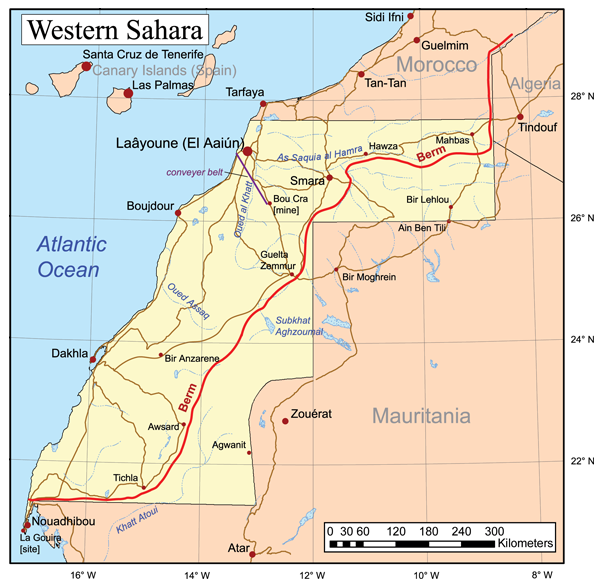
Karte der Westsahara

Der Westsaharakonflikt gilt als einer der längsten auf dem afrikanischen Kontinent. Mohammed VI. hat wiederholt betont, dass die „Marokkanizität der Sahara“ eine „unbestreitbare Tatsache“ bliebe, eine Haltung, die Marokko nach dem Grünen Marsch 1975 während der Herrschaft von Hassan II. einnahm. Er besuchte die Westsahara in den Jahren 2006 und 2015 und behauptete, dass Marokko nicht über das Gebiet verhandele, da das Thema „nie auf dem Verhandlungstisch war und auch nie sein wird“.
Marokkos Haltung zur Westsahara besteht darin, dass sie ein integraler Bestandteil seines Territoriums sei und dass es einen Plan für seine Autonomie vorgeschlagen habe, sofern es weiterhin unter marokkanischer Souveränität bliebe. Die Polisario-Front, die wichtigste Gegenpartei des Konflikts, besteht darauf, letztendlich die Gründung einer unabhängigen Demokratischen Arabischen Republik Sahara (DARS, wörtlich eigentlich Arabische Saharauische Demokratische Republik; spanisch República Árabe Saharaui Democrática, RASD) anzustreben. Marokko und die Polisario-Front erzielten 1991 ein Waffenstillstandsabkommen, das die Einrichtung einer Friedensmission der Vereinten Nationen (MINURSO) zur Überwachung und Durchführung eines möglichen Referendums über den künftigen Status der Westsahara beinhaltete. Ein solches Referendum hat es bis heute noch nie gegeben.

##### Die Haltung der Bundesrepublik zum Saharakonflikt
Einige EU-Staaten, darunter Deutschland, erkennen die Souveränität Marokkos über die Westsahara nicht an. Marokko hatte 2021 die Beziehungen zu Deutschland eingefroren, im August 2022 wurde eine „erweiterte, auf die Zukunft ausgerichtete Partnerschaft“ vereinbart. Deutschland bezeichnet den marokkanischen Autonomieplan als „wichtigen Beitrag“ für eine Einigung. Seit Oktober 2021 ist Staffan de Mistura Nachfolger von Horst Köhler als neuer UN-Sondergesandter für die Westsahara. Eine besondere Rolle spielt die ehemalige Kolonialmacht über Westsahara Spanien, dass bislang eine scheinbar ausgewogene Position eingenommen und sogar eher „die Einhaltung von UN-Entscheidungen“ angemahnt hat. Allerdings werden Europa und insbesondere Spanien von Marokko mit Migranten und von Algerien mit Wirtschaftssanktionen unter Druck gesetzt.

## Wirtschaftliches Engagement
Die königliche Familie war als Mehrheitsaktionärin neben anderen Investments an der inzwischen abgewickelten ONA Group (Omnium Nord-Africain, مجموعة أونا) beteiligt, einer Holding, die unter anderem im Bergbau, dem Immobiliengeschäft, der Kosmetik-, Nahrungsmittel-, Telekommunikations-, Versicherungs- und Finanzdienstleistungbranche tätig war. Insgesamt machten allein die ONA-Anteile der königlichen Familie im Jahr 2009 sechs Prozent des marokkanischen Bruttoinlandsprodukts aus. Die Nachfolgeholding firmiert unter SNI, Société Nationale d'Investissement. Nach Recherchen des konservativ-bürgerlichen Magazins Le Point waren es 2011 insgesamt acht Prozent des BIP. Der König ist laut Einschätzung der US-Botschaft “Morocco’s leading businessman and banker”. Obwohl mit Abstand größter Landeigner und Lebensmittelproduzent ist der König steuerbefreit. Seine Besitzungen „Les domaines agricoles“ (ursprünglich „Les domaines royaux“, nun meist als „Les domaines“ bezeichnet) erbte er wie auch den Club „Royal Golf de Marrakech“, der ursprünglich Thami El Glaoui gehörte, von seinem Vater. So besaß Mohammed VI. mit Brasseries du Maroc die größte Brauerei des Landes, außerdem mehrere Weingüter und er war größter Weinimporteur in Marokko. Die Website Wikileaks veröffentlichte 2010 Einschätzungen der dortigen US-Botschaft, welche die Korruptionsverstrickungen des Königs und seiner Entourage feststellten. Genannt wurden sein wegen Korruption angeklagter Sekretär Mounir Majidi (arabisch منير الماجيدي; *19. Jan 1965 in Rabat) und sein Freund, Berater und ehemaliger Klassenkamerad Fouad Ali Himma (arabisch فؤاد عالي الهمة; * 6. Dez. 1962 in Ben Guerir). Majidis Name taucht auch in den Panama Papers auf.

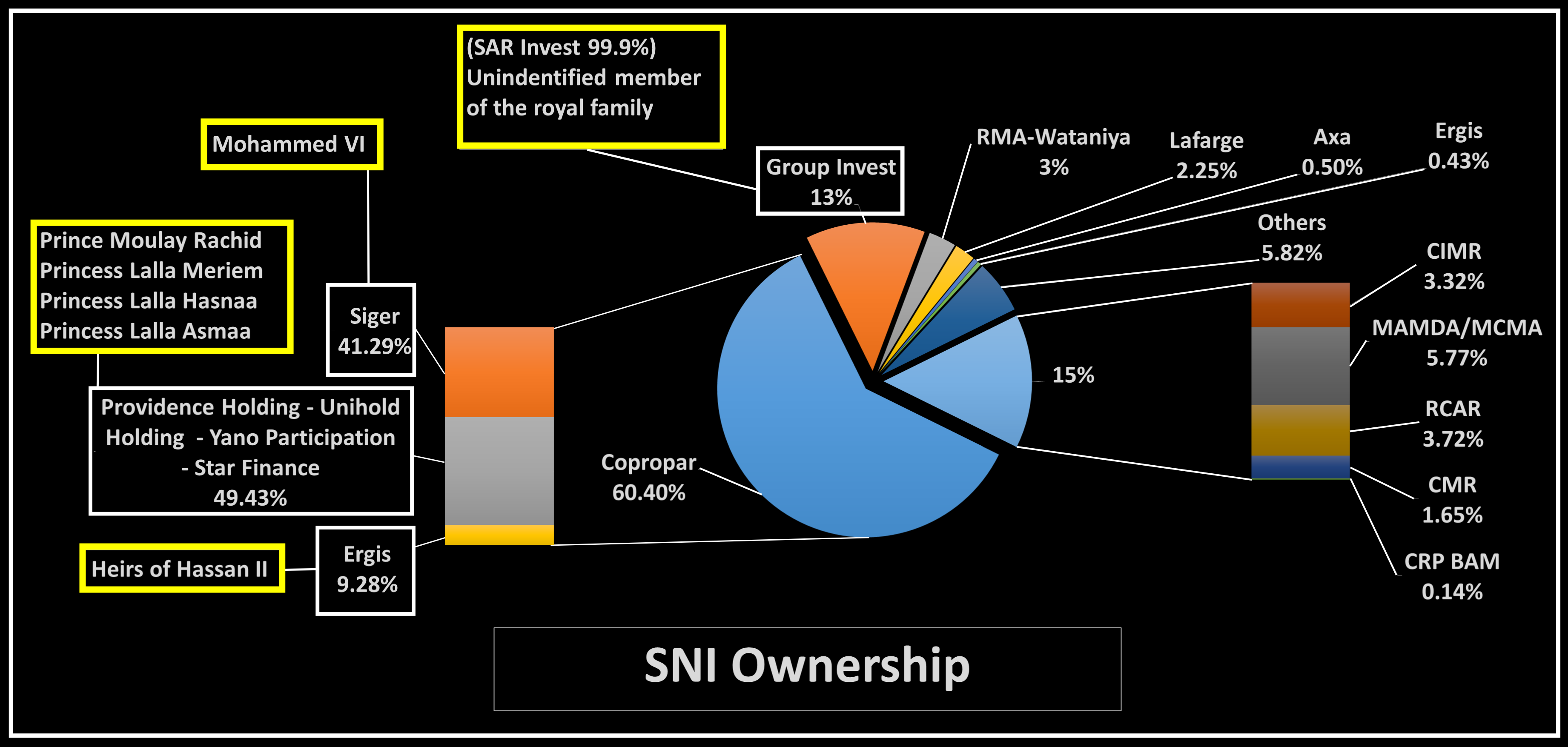
Eigentumsverhältnisse der Société National d’investissement, Stand Juni 2013

### Beteiligungen
- Attijariwafa Bank (Bank), größte Bankengruppe in Marokko[198]
- Managem über Al Mada (Bergbau)
- Onapar[199] über die ONA Group (Projektentwicklung)
- SOMED Société Maroco-Emiratie de Développement[200] (Tourismus)
- Generalvertretung Maserati
- Wafa Assurance (Versicherung), größte Versicherung in der Arabischen Welt[201]
- Marjane, ehemals Acima (Supermarktkette)[202]
- Cosumar: Zucker
- CMB plastique: Plastikverpackungen
- Inwi (auf Arabisch: إنوي), vormals Wana (Telekommunikation)
- Agma Lahlou-Tazi:[203][204] Risk management Beratung und Versicherungsmakler
- Eco-Médias, (auf Arabisch: ايكوميديا)[205] regierungsfreundliche[206] Mediengruppe inkl. Druckerei
  - Assabah (Arabisch: الصباح) Zeitung
  - L’Économiste, Zeitschrift
  - Atlantic Radio
  - Ecole Supérieur de Journalisme et de Communication[207]
- Sonasid (société nationale de sidérurgie)[208] (Metallverarbeitung)
- Lafarge Maroc (Zementwerke)
- Sopriam (Generalvertretung Peugeot-Citroën in Marokko)
- Renault Maroc (Generalvertretung)
- Nareva (Energie)[209][210]
  - Énergie Éolienne du Maroc (EEM)[211], Windparks
  - Safi Energy Company (SAFIEC)[212]
  - Tarfaya Energy Company (TAREC)
- Centrale Laitière,[213] Joint venture[214] mit Danone
- Chergui Milchprodukte[215]
- Sotherma (Sidi Harazem Mineralwasser, Ain Saiss Mineralwasser)
- BIMO (Biscuiterie du Moghreb), 2012 an Mondelēz International (ehemals Kraft Foods Group) verkauft
- OPTORG[216][217][218] Vertrieb von Autos (Mercedes-Benz,[218] Mitsubishi, Hyundai, Nissan, Ford, Volkswagen …) Industrieequipment in Afrika, unter anderem
  - Caterpillar[219]
  - Hyster[220] Gabelstapler
  - Manitou
  - Perkins Engines
  - Terex Cranes[221] Baukräne
  - Mecalac
  - Utilev
  - Sullair,[222] Kompressoren
  - Husqvarna
  - Massey Ferguson

### Vermögen
Mit einem geschätzten Privatvermögen von 5,2 Milliarden Euro gehört der nach eigener Einschätzung« Roi des pauvres » (deutsch: „König der Armen“) zu den reichsten Königen weltweit.

#### Immobilien

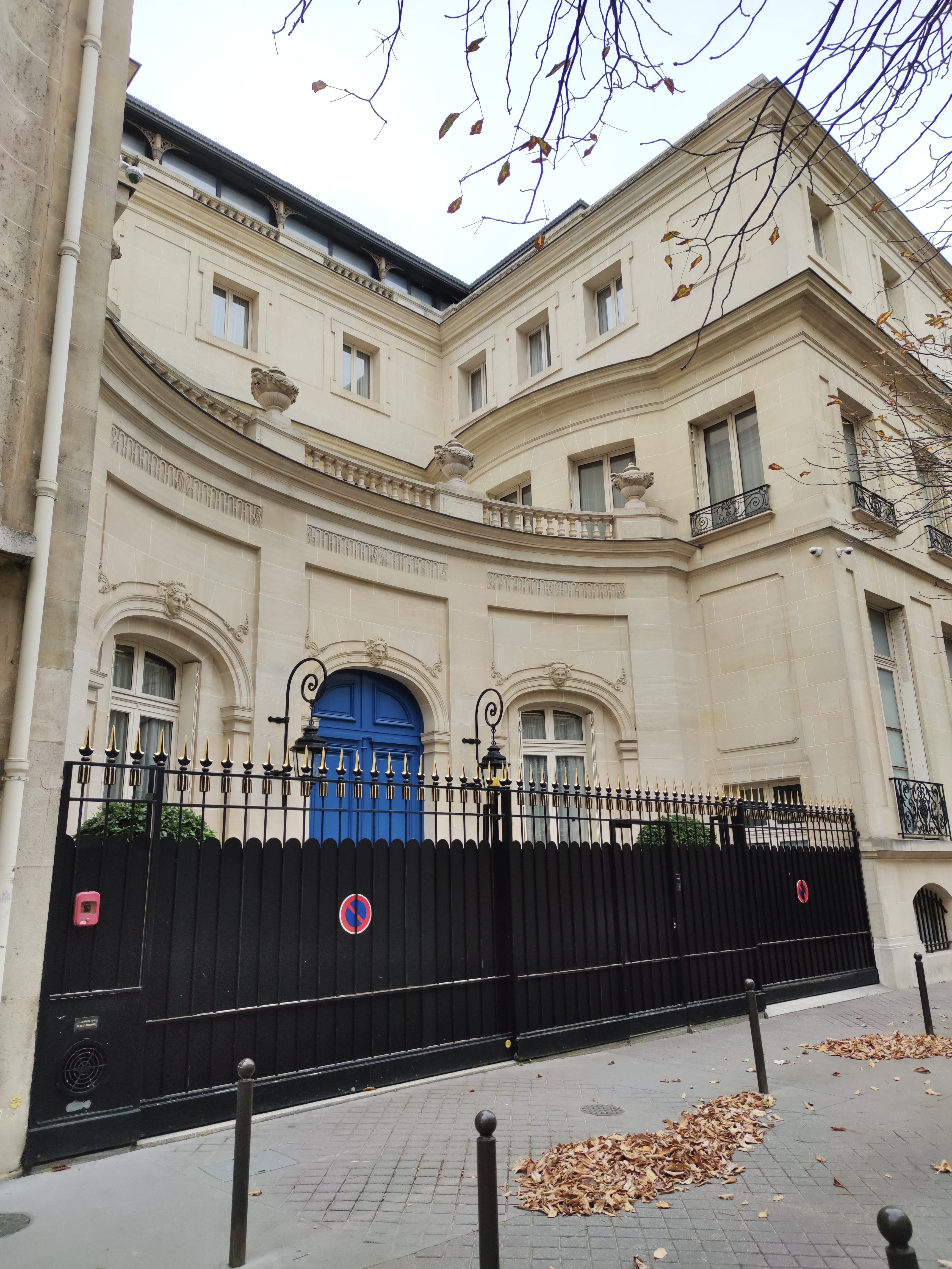
Privates Manoir in Paris, 20 avenue Emile-Deschanel, Eigentum von Mohammed VI.

Der König verfügt über Paläste in Casablanca, Fès, Marrakesch, Meknès, Agadir, Ifrane, Oujda, Rabat und Tétouan, sie gehören allerdings dem marokkanischen Staat der auch für deren Unterhalt aufkommt
- Königspalast in der Kasbah von Marrakesch, erbaut 1183 von Kalif Abu Yaqub Yusuf
- Königspalast von Fès, Dar al-Makhzen (Arabisch: دار المخزن ‚Haus der Makhzen‘; ⵜⴰⴷⴰⵔⵜ ⵏ ⵎⴿⵣⵏ), erschaffen 1276 von Sultan Abu Yusuf Yaqub
- Königspalast von  Meknes Al Mhancha,[230] Teil der Kasbah von Moulay Ismail, 1672 erbaut von Sultan Ismail Ibn Sharif
- Königspalast von Rabat (دار المخزن), erbaut 1785 von Sultan Mulai Muhammad, Stammsitz der Monarchen seit 1912;

Folgende Residenzen in Marokko gehören ihm beziehungsweise der königlichen Familie:
- Das „Königliche Gut“ (Mazraâ Malakia) in Bouznika erbaut von Hassan II. und dessen Alterssitz[231]
- Seit den 2020er Jahren verbringt der König seine Zeit in Marokko in den Palästen in Salé bei Rabat, Anfa und Tamaris in der Nähe von Casablanca, sowie Al Hoceima und M'diq an der marokkanischen Mittelmeerküste[232]
- Weitere Besitztümer wären das Hofgut Douiyet bei Fès sowie Liegenschaften in Midelt, Nador, Oujda und Safi[233]

Zudem besitzt er in Frankreich das Château de Betz mit dazugehörigem 70 ha großen Park in der Picardie und das Hôtel de Broglie, ein Hôtel particulier, in Paris, 73 Rue de Varenne, 7. Arrondissement. Die Zeitung The Times berichtet vom Erwerb eines Herrenhauses in der Nähe, Avenue Émile-Deschanel, 7. Arrondissement, des Champ de Mars für ca. 80 Millionen Euro von Khalid bin Sultan, einem ehemaligen saudischen Verteidigungsminister. Dieser Stadtteil zählt als das teuerstes und wohlhabendstes Residenzviertel ganz Frankreichs.

## Trivia
Mohammeds Geburtstag am 21. August ist ein Feiertag. 2014 fielen Feiertag und alle Festivitäten wegen des Todes einer Tante aus.
Ende Januar 2020 begingen 25 Männer einen Einbruch in seinen Palast Dar al-Makhzen in Rabat, bei dem sie Millionenwerte erbeuteten. Laut der Zeitung Al Massae drohen den Räubern je fünf Jahre Haft wegen Hehlerei. Zudem müssen sich die Beschuldigten für organisierte Kriminalität, Diebstahl und „groben Vertrauensmissbrauch“ verantworten.

### Mohammeds Freundschaft mit Abu Azaitar und dessen Brüdern
Im April 2023 berichtete The Economist über die häufige Abwesenheit (Paris, Gabun, Seychellen) Mohammeds – 2022 war der König laut der FAZ ca. 200 Tage nicht im Land – und seinen Umgang mit mehrfach vorbestraften deutsch-marokkanischen Kickboxern, u. a. Abu Azaitar.
Am 20. April 2018 veröffentlichte der Mixed Martial Arts (MMA)-Kämpfer Abu Bakr Azaitar in den sozialen Medien ein Foto von ihm und seinem Bruder mit König Mohammed VI. im Königspalast bei einer Veranstaltung zur Feier seiner sportlichen Siege. Das Foto drückte eine sehr ungewöhnliche Nähe und ein Vertrauen zwischen einem Monarchen und einem Sportler aus. Zu diesem Zeitpunkt litt der König an Asthma, Übergewicht und Lungenerkrankungen. Der Kämpfer seinerseits hatte seit mindestens 2003 eine umstrittene Vergangenheit in deutschen Gefängnissen. Die scheinbar enge Beziehung zu diesem Trio stieß auch in der marokkanischen und internationalen Presse auf Unverständnis.